# Versailles of the Dead
Pour les articles homonymes, voir Versailles (homonymie).
Versailles of the Dead (ベルサイユ オブザデッド, Berusaiyu obu za Deddo) est un manga écrit et dessiné par Kumiko Suekane. Au Japon, il est édité par Shōgakukan et prépublié dans le Ura Sunday depuis 2017. En France, le manga est publié par Kana depuis 2019.

## Synopsis
Marie-Antoinette, archiduchesse d'Autriche, est en route pour Versailles, où elle doit épouser le prince héritier Louis-Auguste. En chemin, la diligence qu'elle partage avec Albert, son frère jumeau, est attaquée par une horde de zombies. Albert est le seul survivant de cette attaque et décide tout de même de se rendre à Versailles. Une nuit, à Versailles, Albert est victime d'une tentative d'assassinat, et, bien que transpercé par une épée, Albert en ressort indemne ; il est devenu une de ces créatures.

## Personnages
- Albert (アルベルト, Arubāto?)
- Marie-Antoinette (マリー・アントワネット, Marī Antowanetto?)
- Louis-Auguste (ルイ＝オーギュスト, Rui Ōgyusuto?)
- Bastien (バスティアン, Basutian?)
- Louis XV (ルイ15世, Rui 15-sei?)
- Madame du Barry (デュ・バリー夫人, Deyu Barī-fujin?)
- Gerard (ジェラール, Jerāru?)
- Angelo (アンジェロ, Anjero?)
- Dominic (ドミニク, Dominiku?)

## Manga
La série a débuté en 2016 dans le magazine Hibana édité par Shōgakukan, puis, à la suite de l'arrêt du magazine, est dorénavant prépubliée dans le magazine Ura Sunday. Deux tomes ont été publiés depuis janvier 2017. En France, le manga est publié par Kana, qui, pour promouvoir la série, offre un poster exclusif pour l'achat du premier tome.

### Liste des volumes
| no | Japonais         | Japonais      | Français       | Français      |
| no | Date de sortie   | ISBN          | Date de sortie | ISBN          |
| -- | ---------------- | ------------- | -------------- | ------------- |
| 1  | 12 janvier 2017  | 9784091876669 | 17 mai 2019    | 9782505070849 |
| 2  | 12 janvier 2018  | 9784091898296 | 5 juillet 2019 | 9782505075455 |
| 3  | 12 décembre 2019 | 9784098605231 | 12 juin 2020   | 9782505076575 |
| 4  | 17 avril 2020    | 9784098606559 | 19 mars 2021   | 9782505089896 |
| 5  | 11 décembre 2020 | 9784098608324 | 18 juin 2021   | 9782505110347 |